# 阿寒摩周國立公園

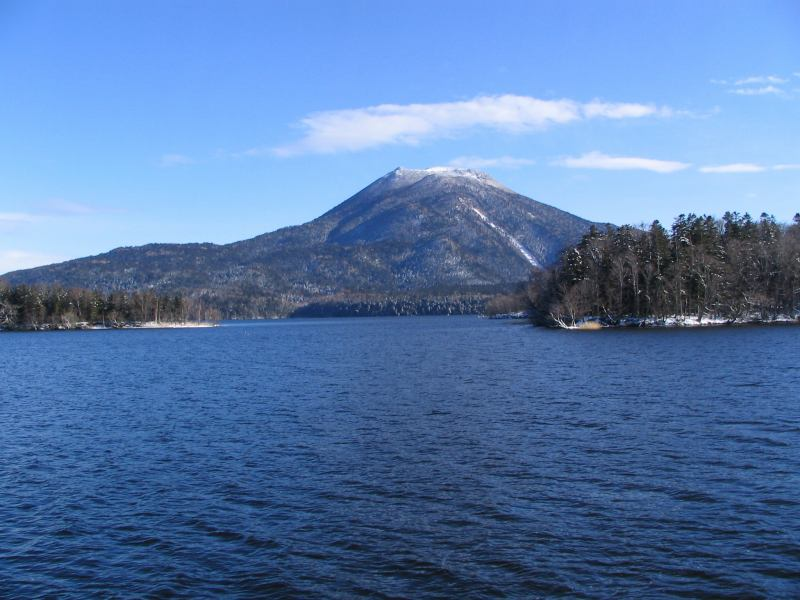
阿寒湖和雄阿寒岳

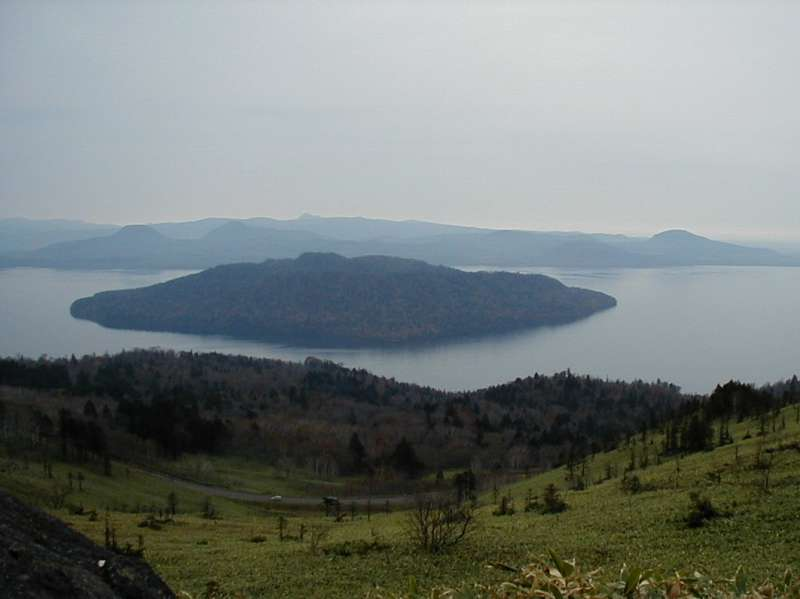
美幌峰上遠眺屈斜路湖

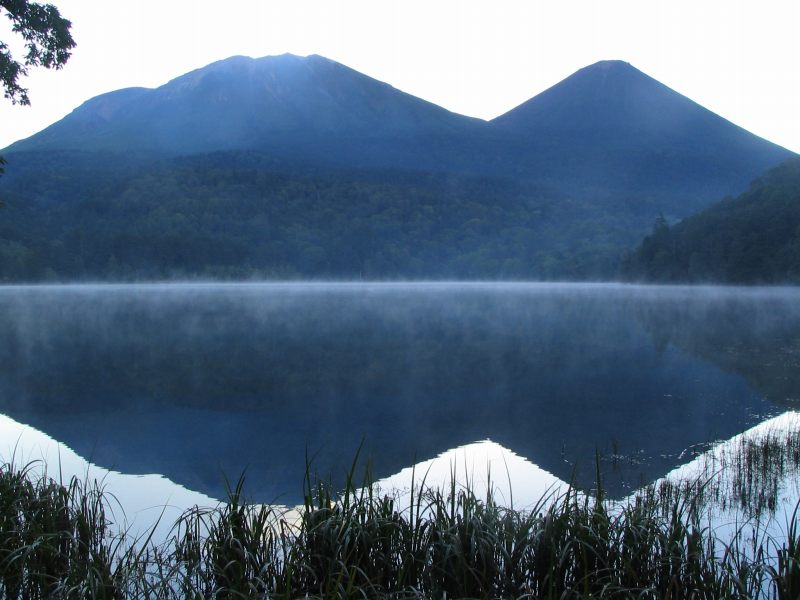
オンネトー與雌阿寒岳(左)、阿寒富士(右)

阿寒摩周國立公園（日语：／ Akan Mashu Kokuritsu Kōen、英語：Akan-Mashu National Park ）為日本北海道道東的國立公園，面積914平方千米。最初名稱為阿寒國立公園，於2017年8月8日更為現名。
境內擁有火山、森林和湖泊。主要景點包括：阿寒湖、摩周湖、屈斜路湖、硫磺山、和琴半島、神之子池。

## 概要
阿寒摩周國立公園於1934年12月4日與大雪山國立公園、日光国立公園、中部山嶽國立公園、阿蘇國立公園（現在阿蘇九重國立公園）同時成為國立公園，是北海道最為悠久的國立公園之一。公園區域大部分是以亞寒帶針葉林為主的天然林。境內有阿寒湖、屈斜路湖、摩周湖三個火山口湖，其中屈斜路湖周長57公里，面積79.7平方公里，是日本國內最大的火山口湖（湖內的中島周長12公里，高355公尺，是日本國內最大的湖中島）。阿寒湖以毬藻聞名，現為國家特別天然紀念物，同時也是姬鱒的原產湖。現在，阿寒湖是拉姆薩公約登錄的濕地名單之一。
2016年，地方自治體向環境省將國立公園名稱改為「阿寒摩周國立公園」。同年，日本政府為了發展觀光，阿寒國立公園等八座國立公園入選為環境省的「國家公園盡情遊樂計畫」（国立公園満喫プロジェクト）。2017年8月8日，阿寒國立公園擴張區域，同時更名為「阿寒摩周國立公園」。

## 地域
- 阿寒地域
  - 分為以阿寒破火山口（阿寒湖、下之湖（日语：パンケトー）、上之湖（日语：ペンケトー）、雄阿寒岳等）為中心的區域[15]，以及以雌阿寒岳與遠內多湖組成的區域[19]。阿寒湖畔有阿寒湖溫泉與愛努村[20]。雌阿寒岳是活火山，山頂可見駒草（日语：コマクサ）、雌阿寒金梅（日语：メアカンキンバイ）、雌阿寒衾（メアカンフスマ）等高山植物[19]。遠內多湖是位於雌阿寒岳山麓的原生湖，周邊圍繞著由赤蝦夷松（日语：アカエゾマツ）等組成的天然林[19]。

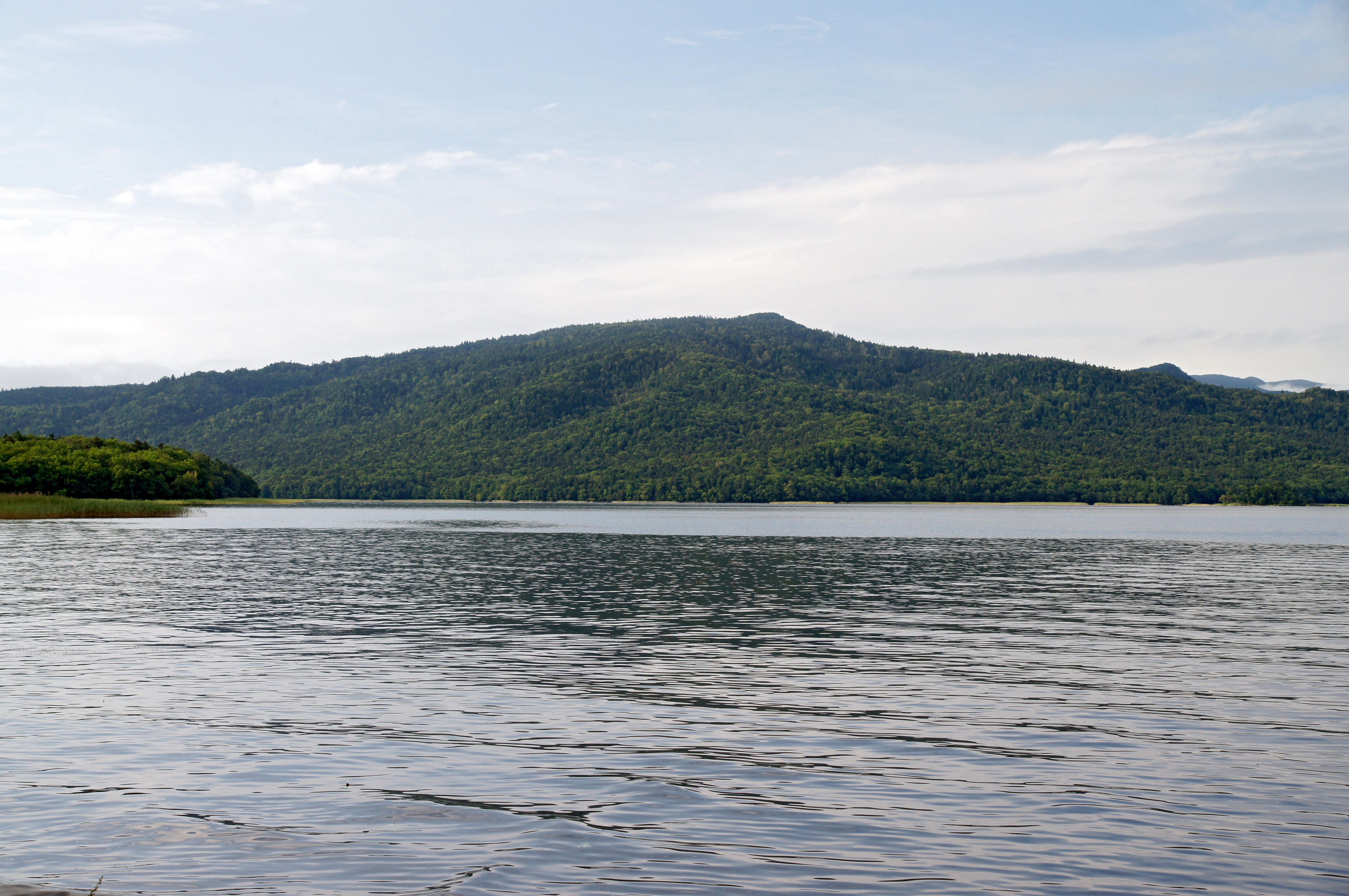
阿寒湖（2012年9月）
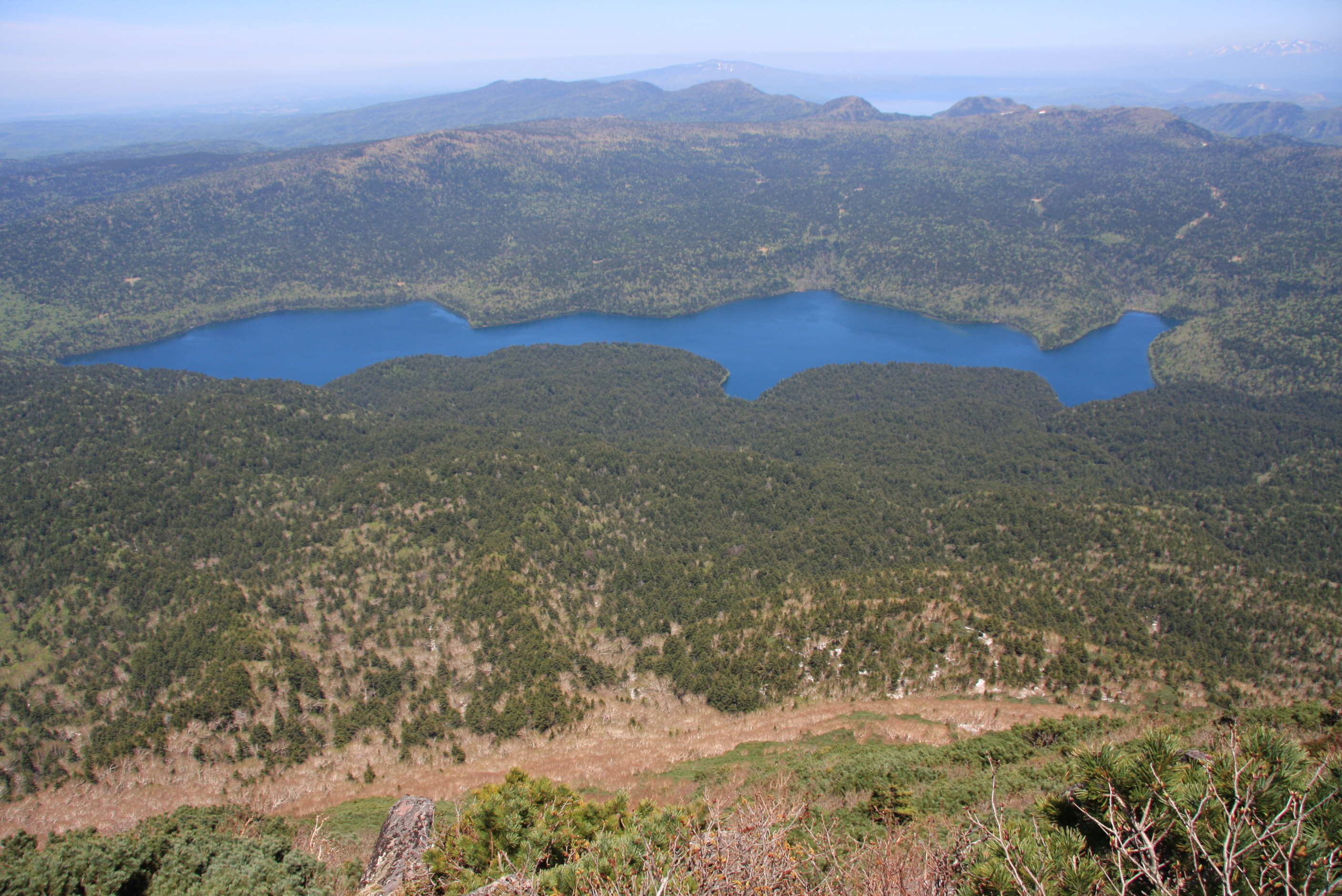
下之湖（2013年6月）
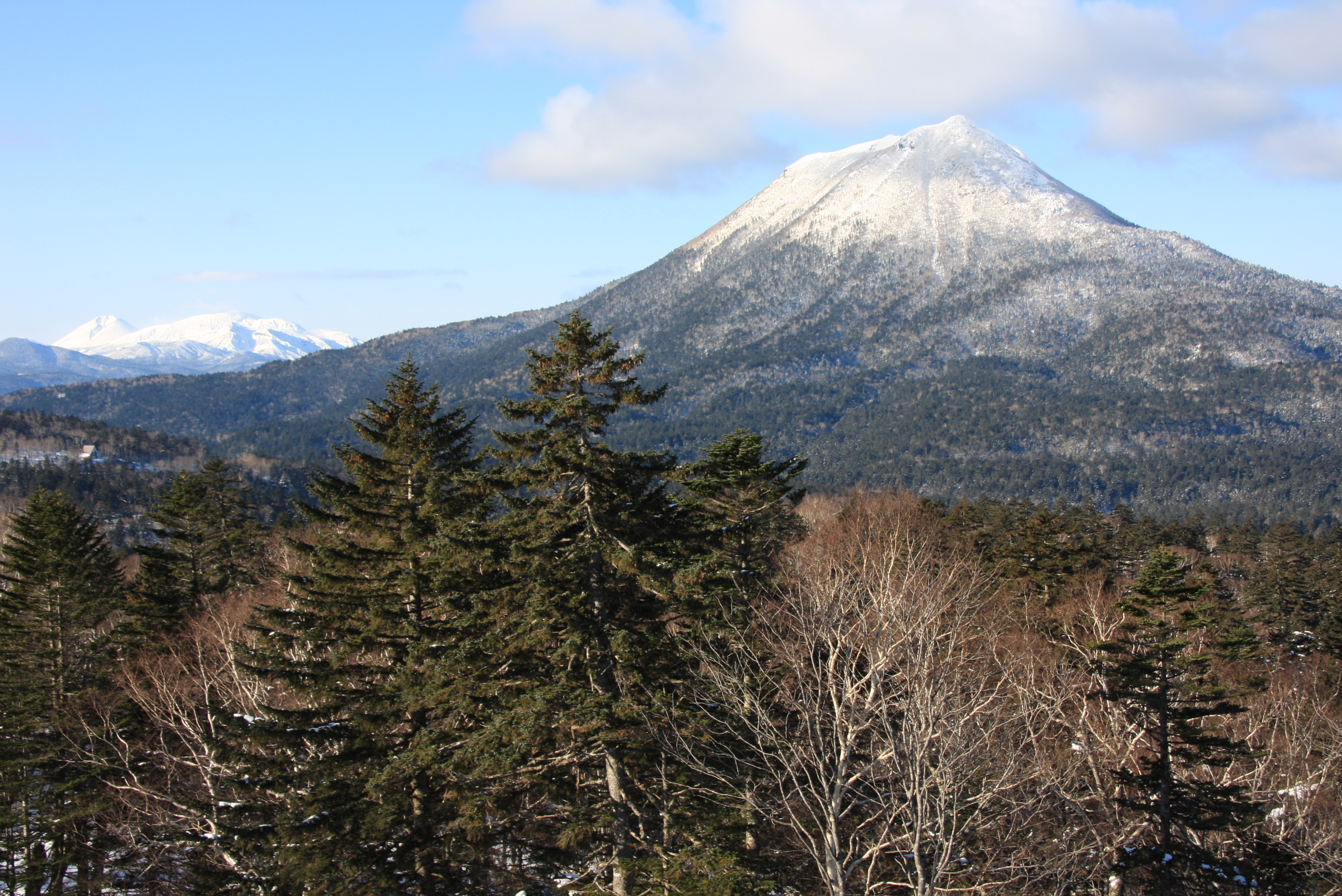
雄阿寒岳（2012年12月）
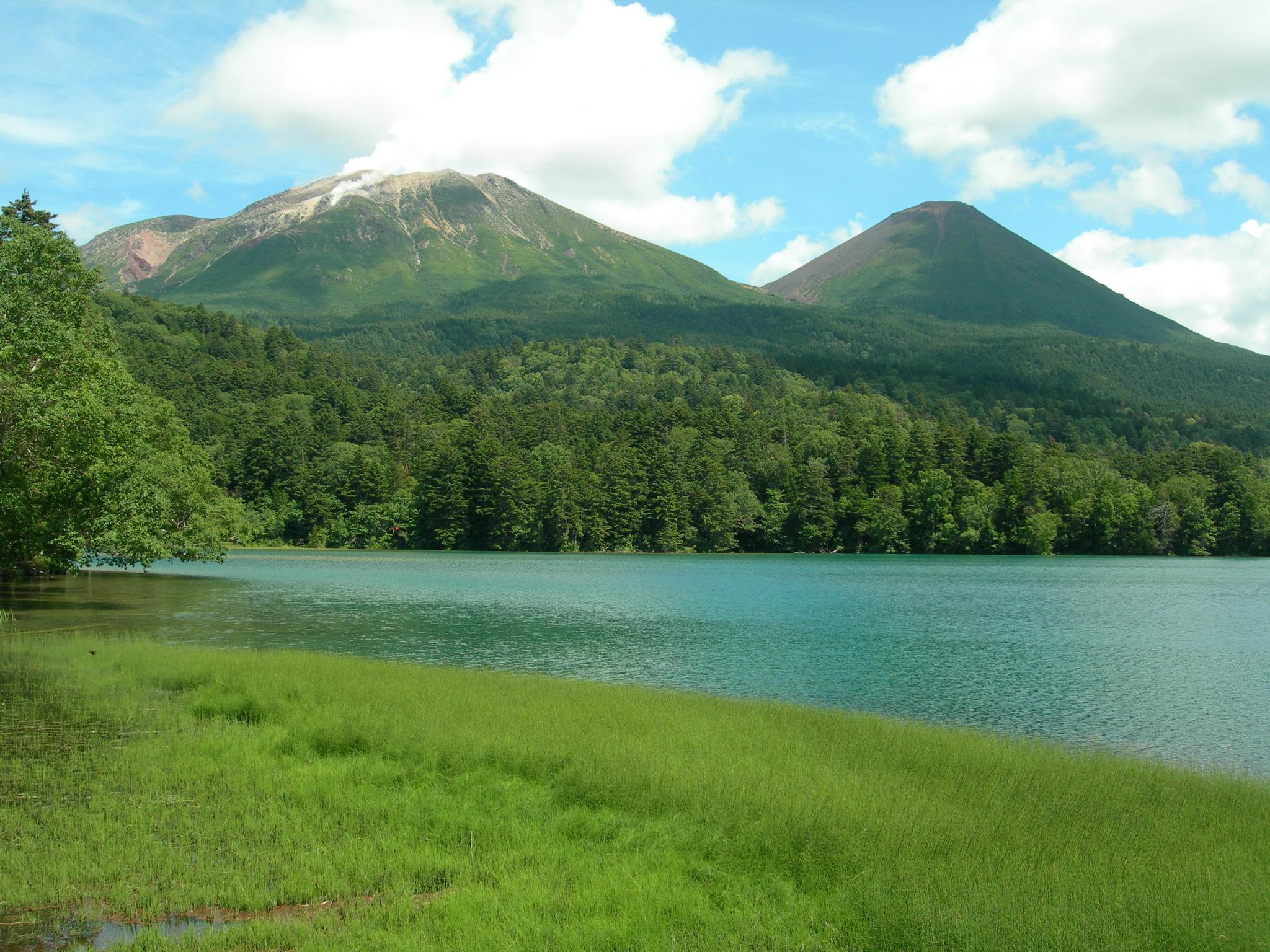
遠內多湖、雌阿寒岳、阿寒富士（2006年8月）

- 川湯地域
  - 有屈斜路破火山口的屈斜路湖與摩周破火山口的摩周湖[21]。破火山口外輪山的知名眺望點有屈斜路外輪山的野上峠、藻琴峠、小清水峠、美幌峠、津別峠（日语：津別峠），摩周破火山口的摩周第一展望台、摩周第三展望台、裏摩周展望台[21]。此外，摩周岳（日语：摩周岳）（カムイヌプリ）、西別岳、藻琴山的視野也十分遼闊[21]。摩周湖以其湖水透明度聞名[21]。硫磺山是活火山，持續有噴氣活動[21]。硫磺山山麓的躑躅原（つつじヶ原）有偃松-磯躑躅（日语：イソツツジ）群落[21]。砰砰山（ポンポン山）、湯沼（キンムトー）周邊與和琴半島等地受到地熱影響，冬季無積雪，可發現已超越棲息北限的斑透翅蟬（日语：ミンミンゼミ）[21]。

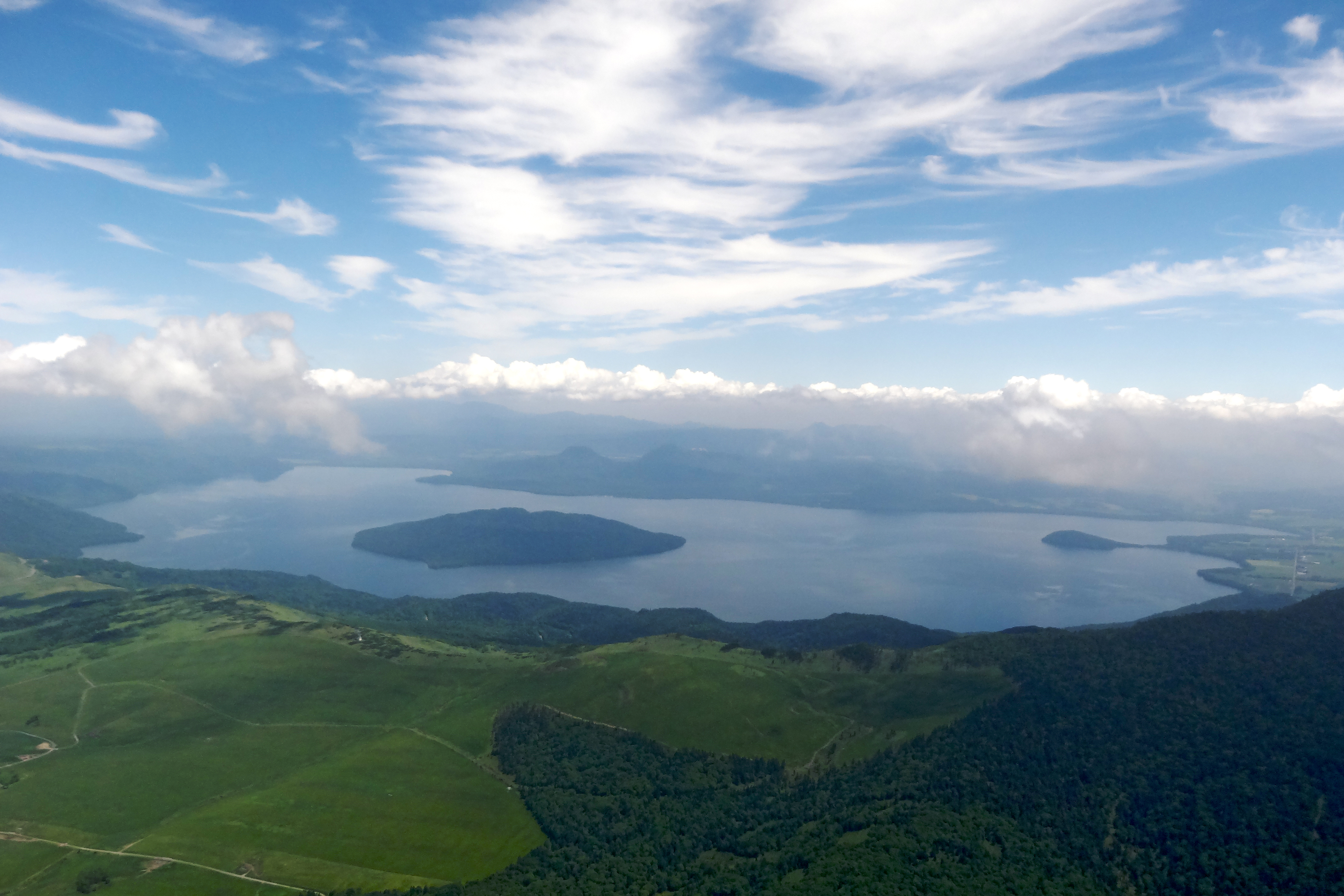
屈斜路湖（2013年7月）
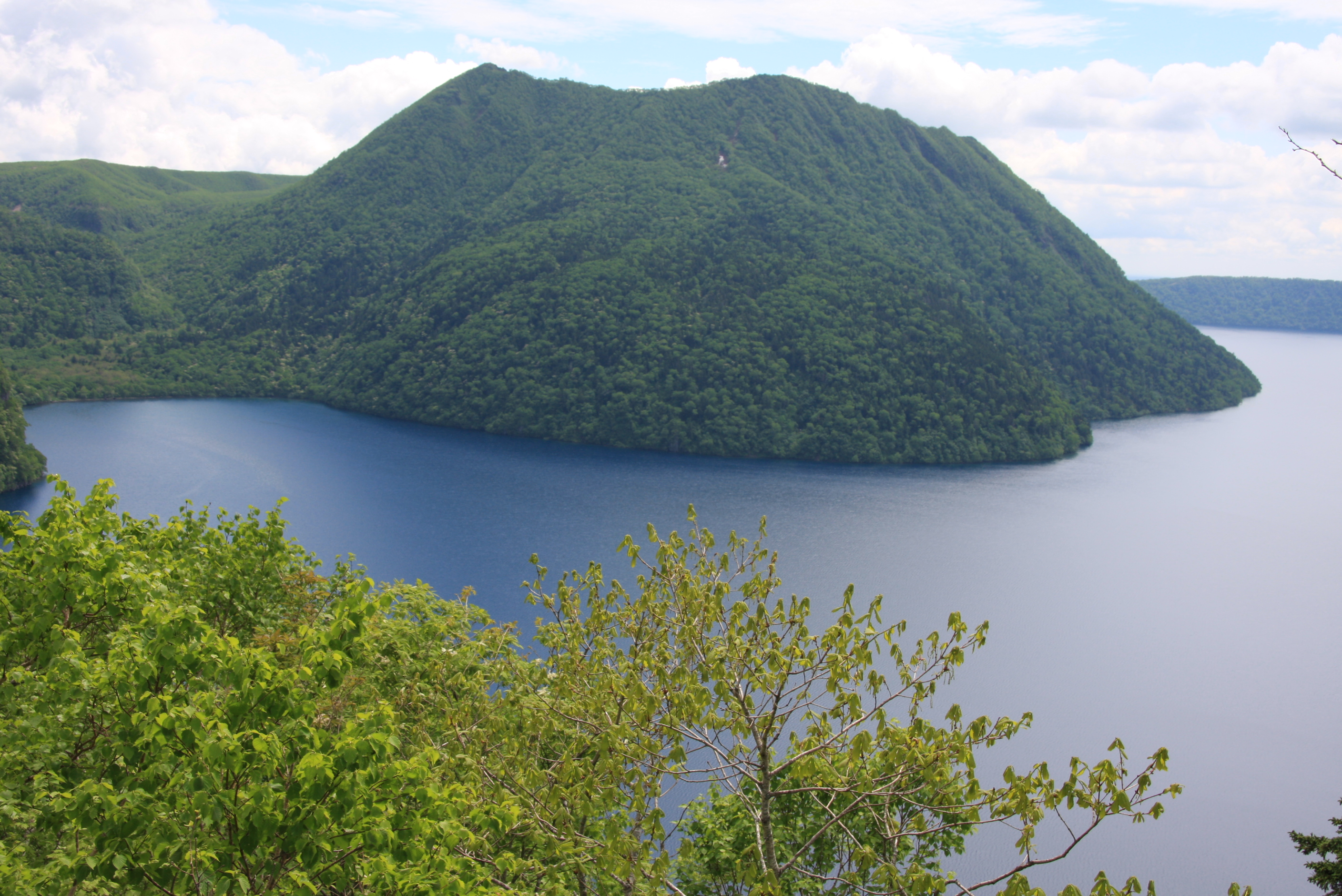
從裏摩周展望台眺望摩周岳與摩周湖（2013年6月）
西別岳（2012年11月）
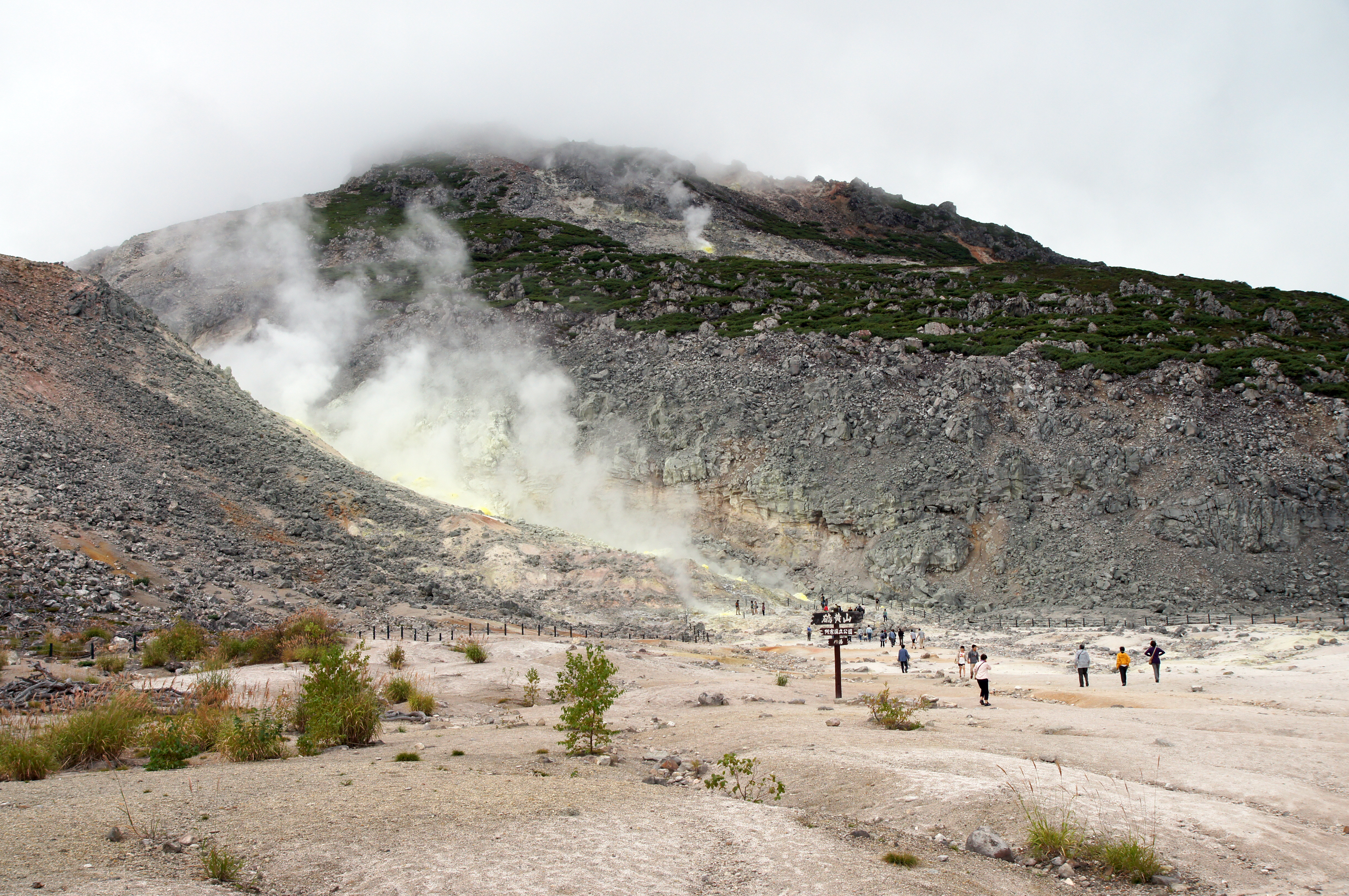
硫磺山（アトサヌプリ）（2012年9月）

## 年表
- 1934年（昭和09年）：指定國立公園。
- 1938年（昭和13年）：劃定特別地域。
- 1950年（昭和25年）：發行阿寒國立公園的郵票[22]。
- 1954年（昭和29年）：劃定特別保護地區。
- 1968年（昭和43年）：開設阿寒湖畔遊客中心[23]。
- 1978年（昭和53年）：開設阿寒湖毬藻展示觀察中心。
- 1996年（平成08年）：阿寒湖毬藻展示觀察中心重新開幕[24]。
- 1999年（平成11年）：開設川湯生態博物館中心。
- 2002年（平成14年）：阿寒湖畔遊客中心改建為阿寒湖畔生態博物館中心[23]。
- 2005年（平成17年）：阿寒湖登錄拉姆薩公約[16]。
- 2014年（平成26年）：和琴野營場重新開幕，開設和琴Field House[25]。
- 2017年（平成29年）：神之子池及摩周破火山口外輪山山麓劃入公園，「阿寒國立公園」更名為「阿寒摩周國立公園」[1]。

## 景點
- 遠內多湖
- 雌阿寒岳
- 阿寒湖
- 双湖台
- 阿寒湖溫泉
- 愛努村
- 屈斜路湖
- 美幌峠
- 和琴半島
- 川湯溫泉
- 硫磺山
- 摩周湖展望台
- 西別岳

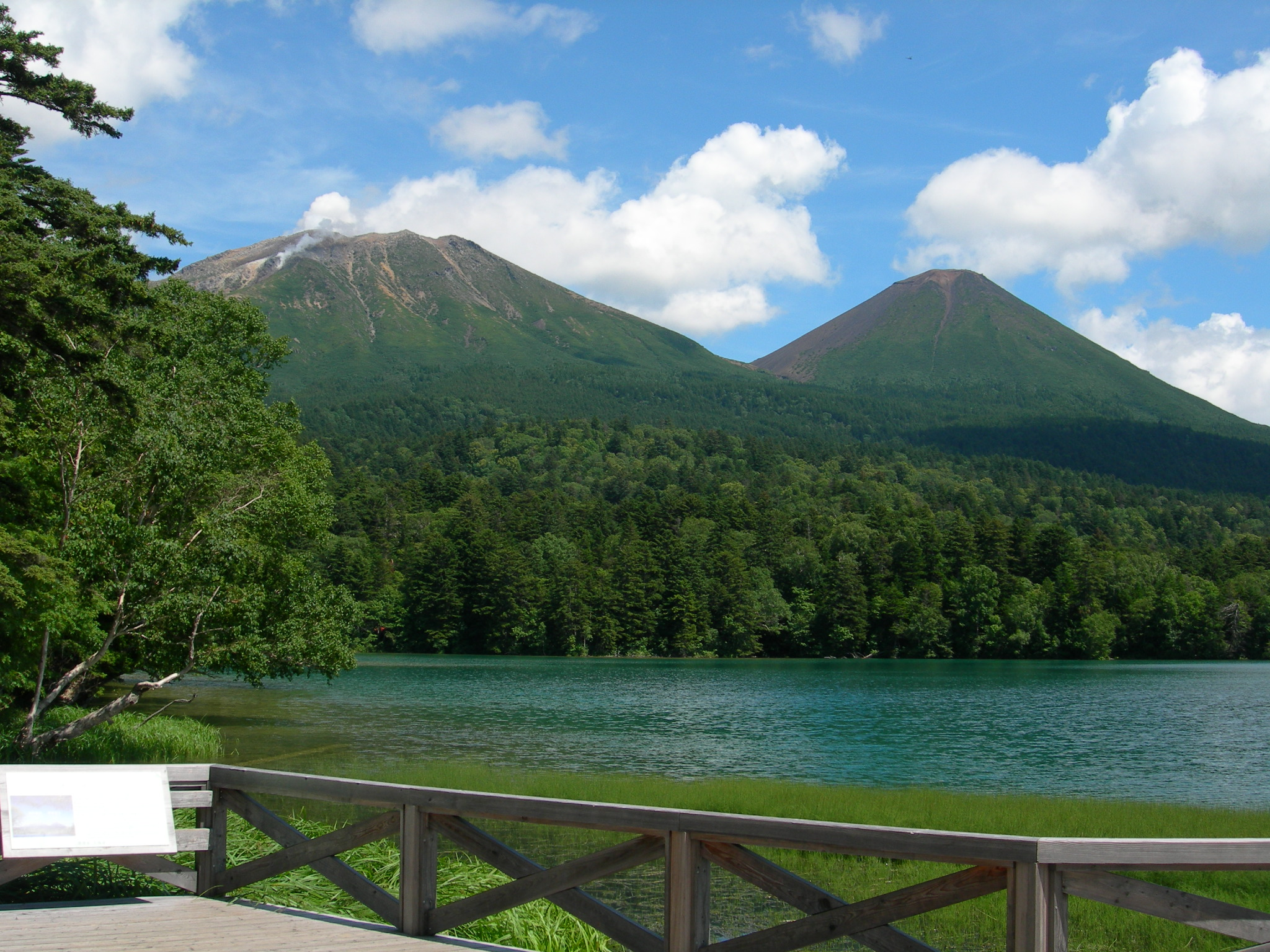
遠內多湖（2006年8月）
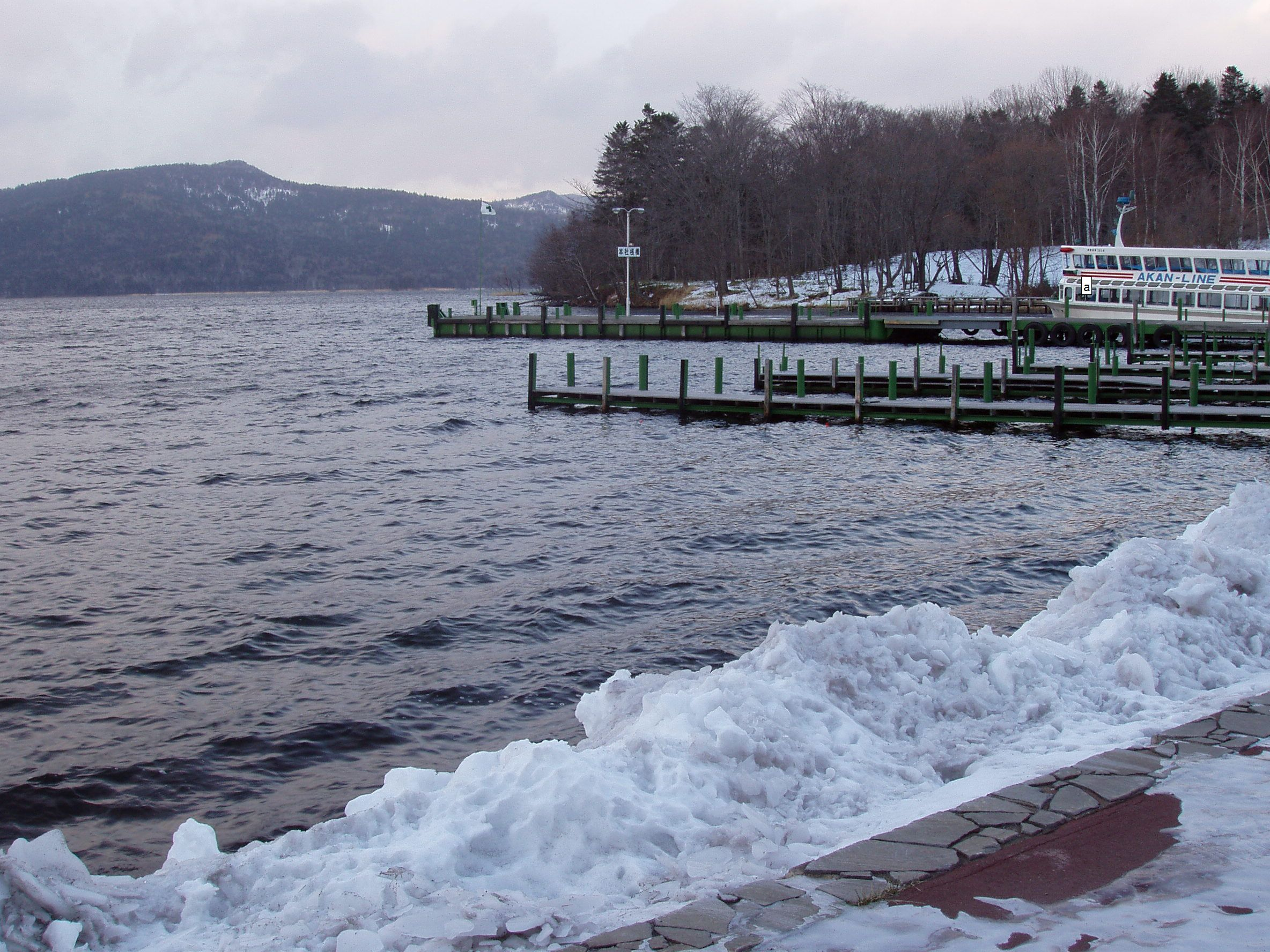
冬天的阿寒湖
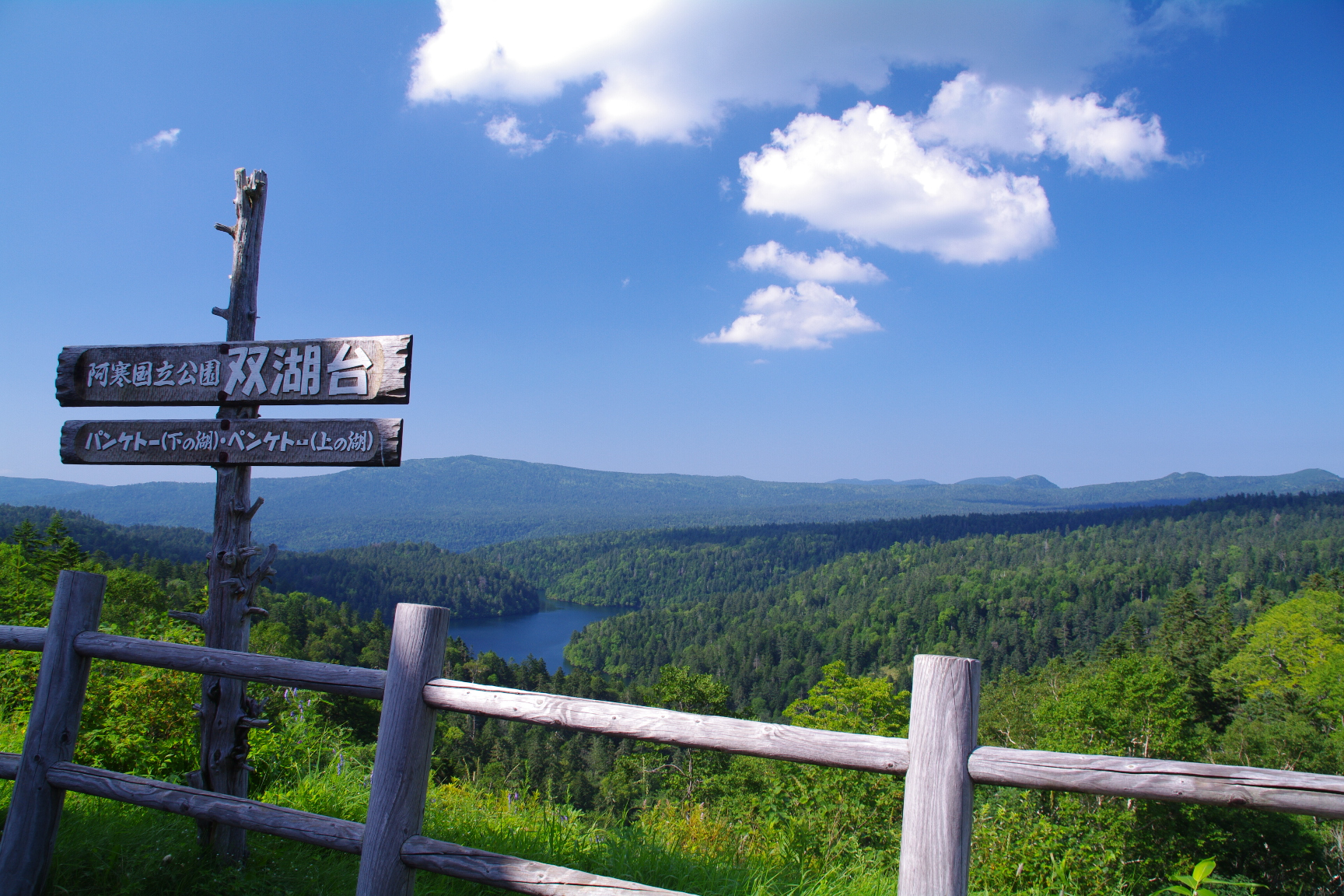
双湖台（2009年8月）
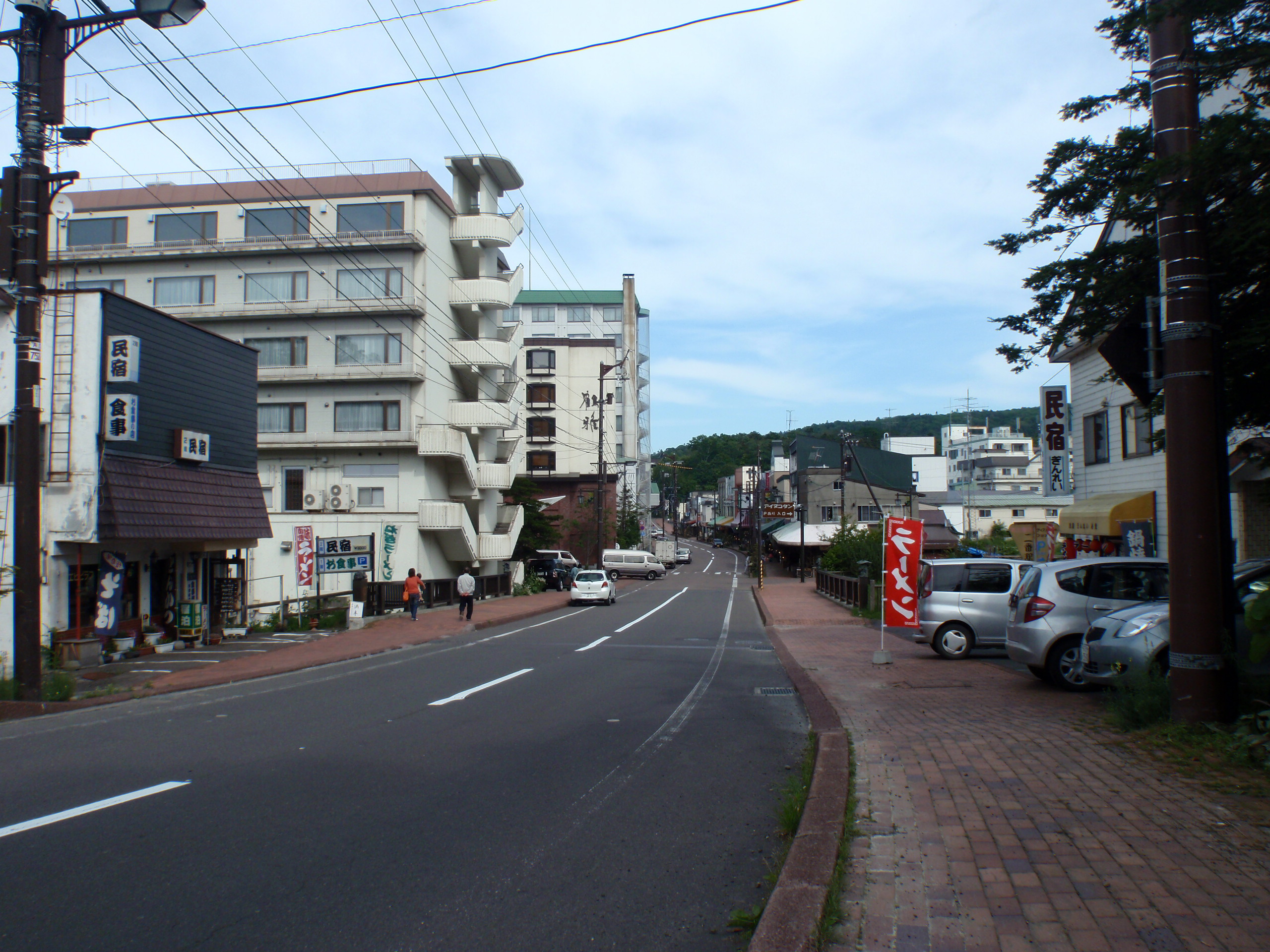
阿寒湖溫泉（2011年7月）
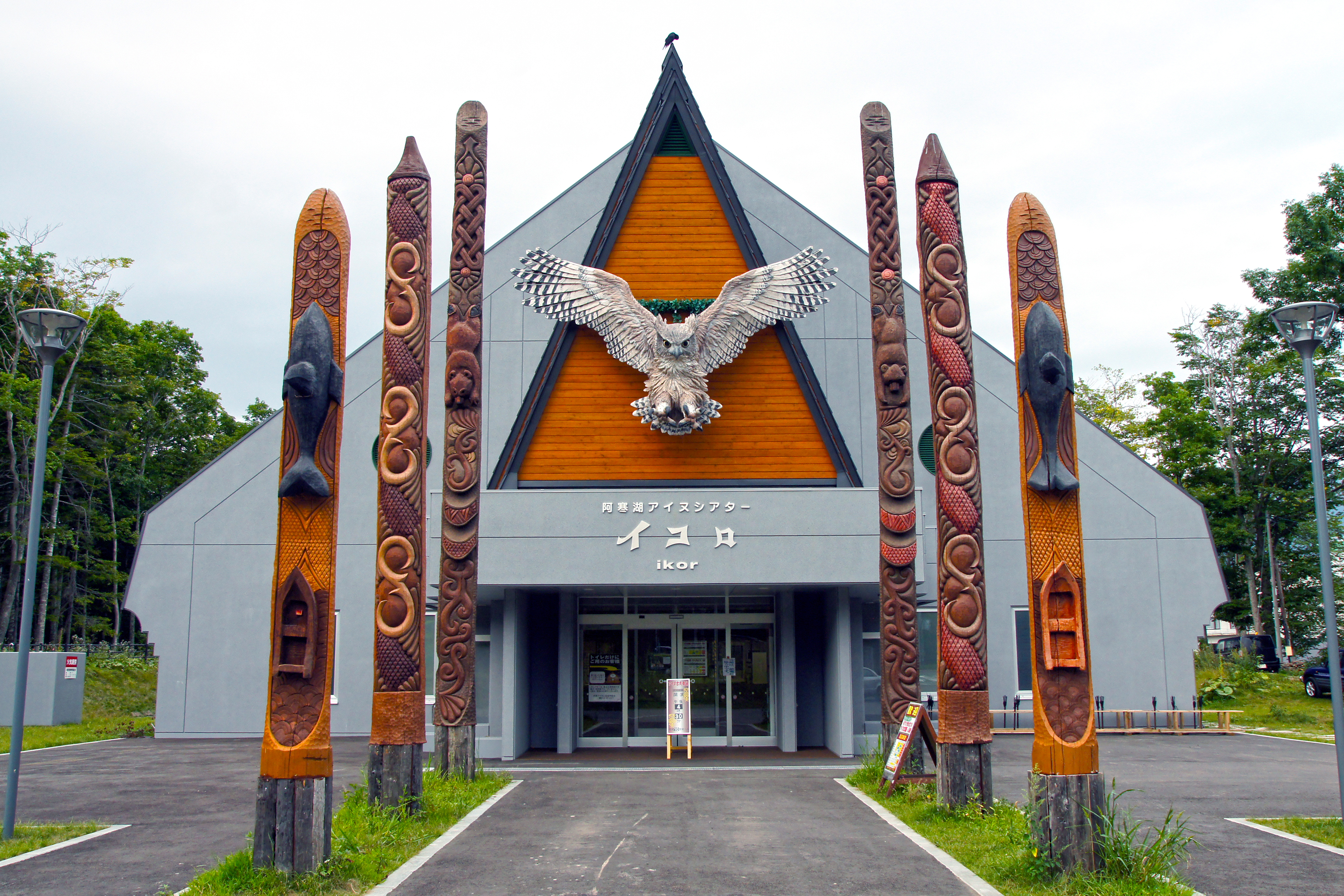
阿寒湖愛努劇場 イコロ（2012年9月）
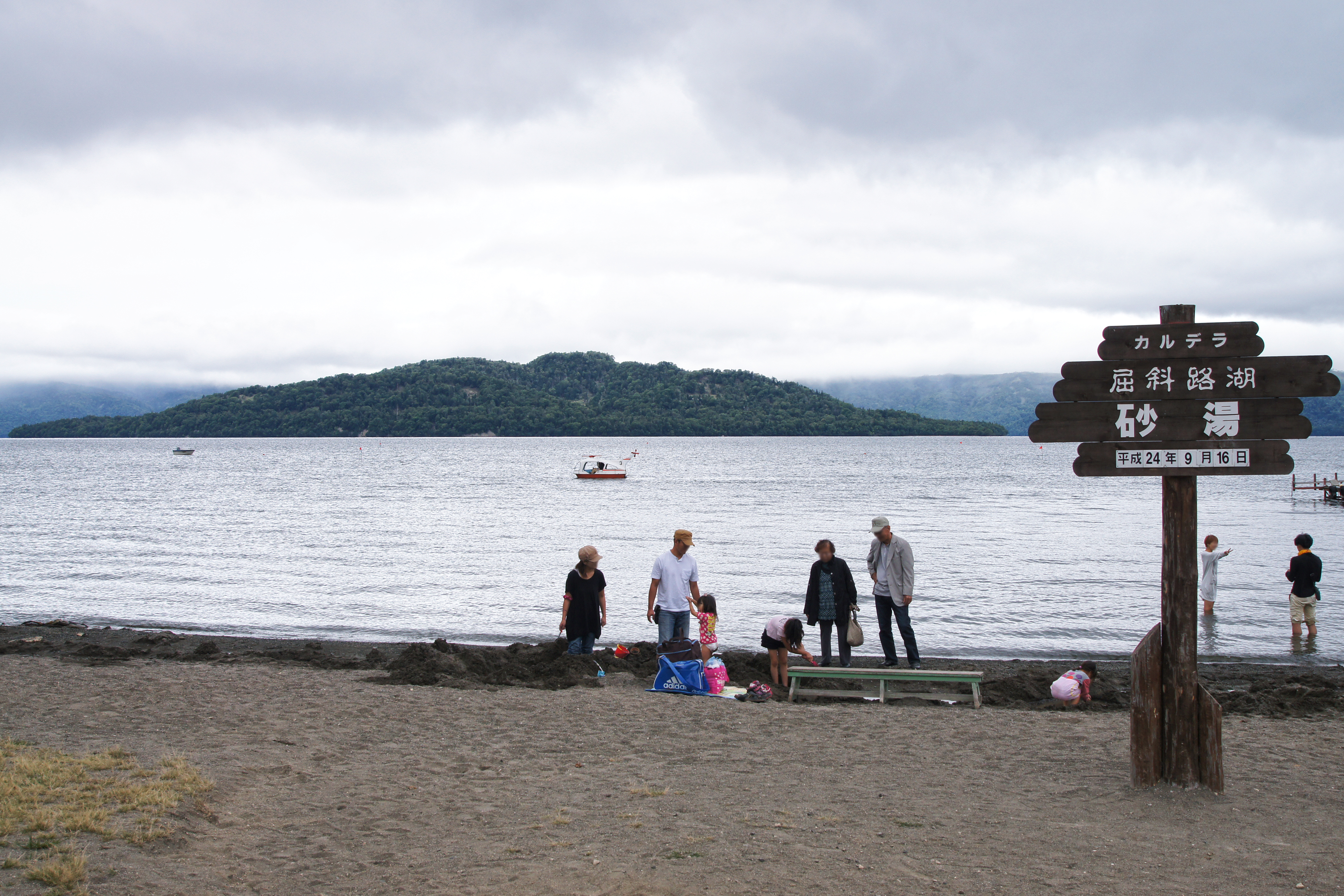
屈斜路湖的砂湯（2012年9月）
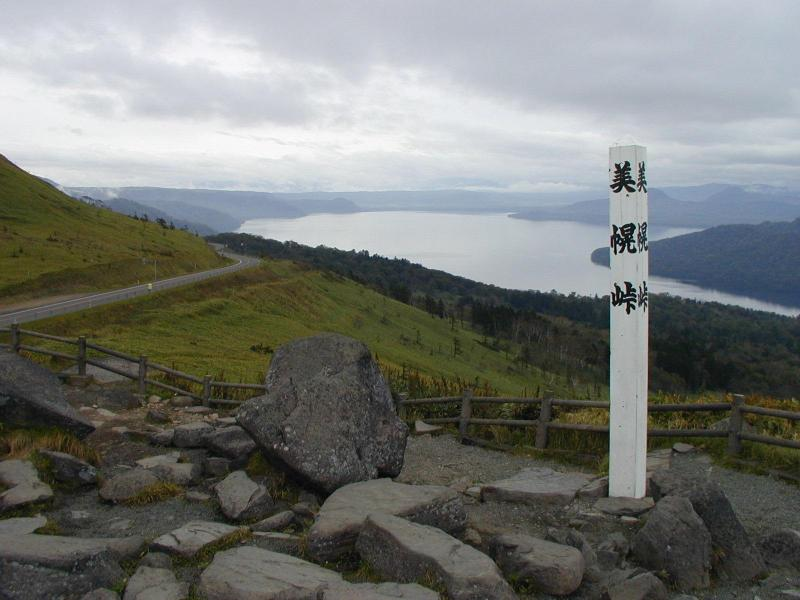
美幌峠（2004年11月）
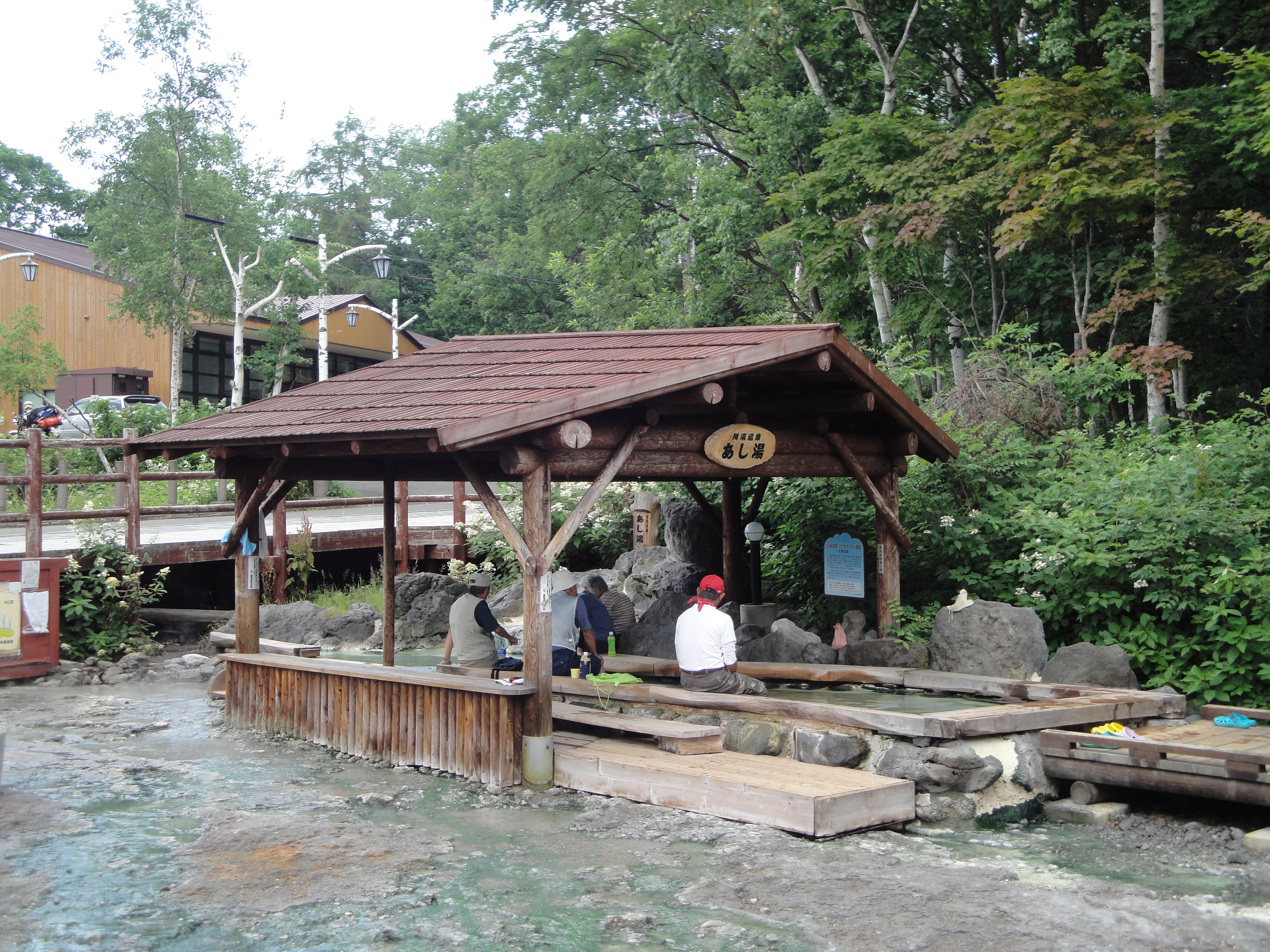
川湯溫泉的足湯（2011年8月）
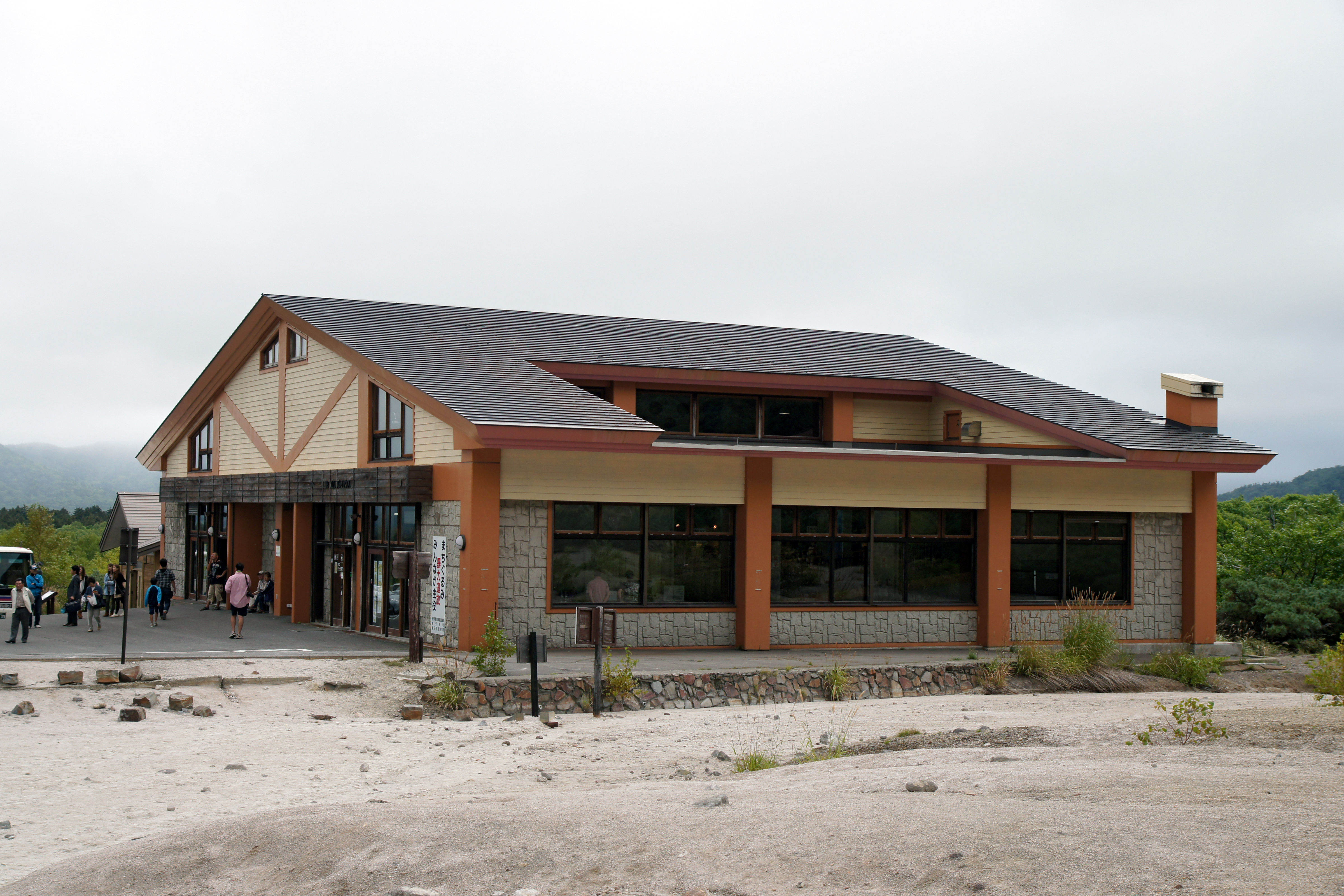
硫磺山休息小屋（2012年9月）
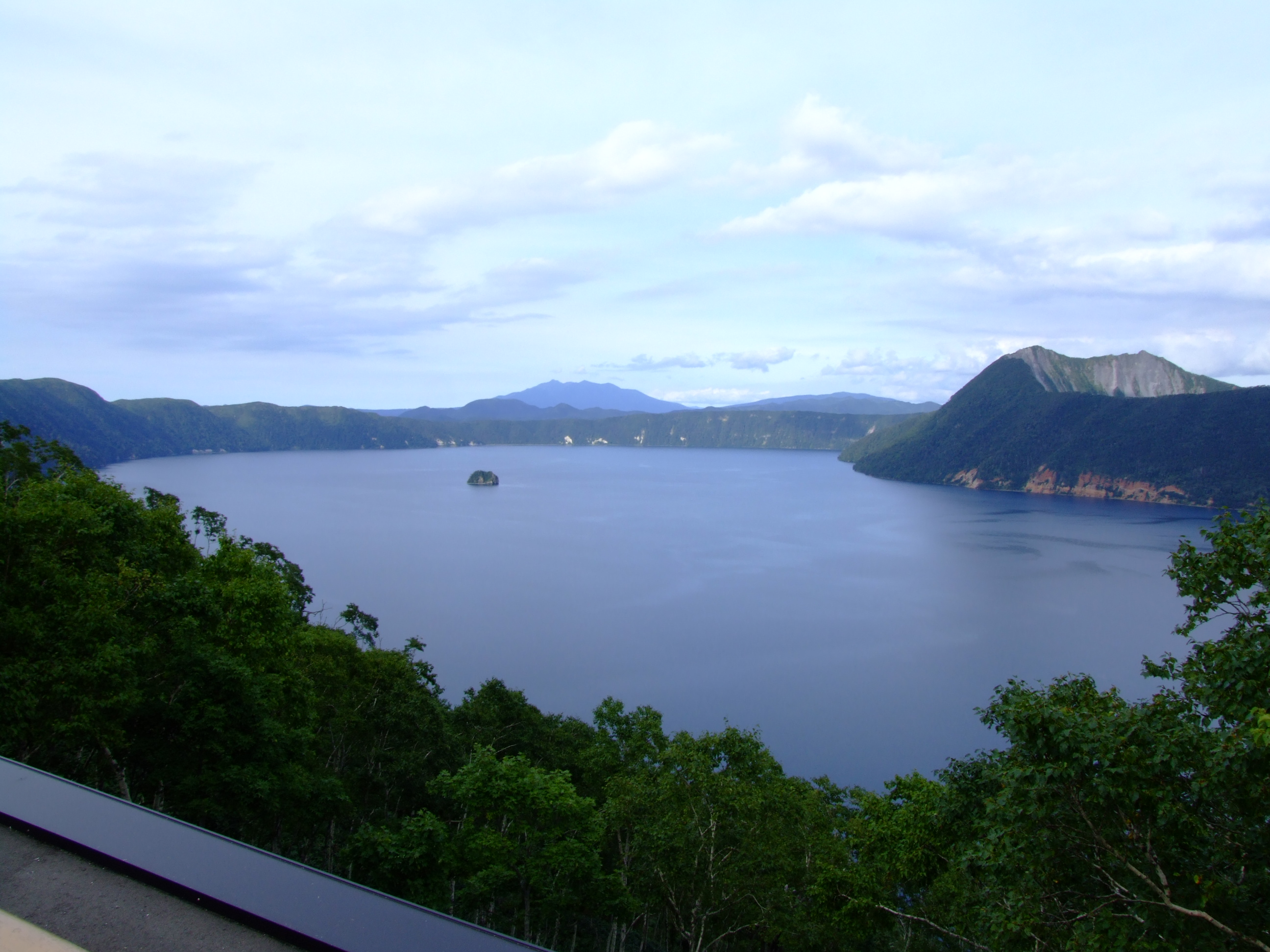
摩周湖第一展望台眺望摩周湖（2005年9月）

## 集團設施地區、遊客中心
| 地區名   | 面積   | 所在地               | 使用人數（人） |
| -------- | ------ | -------------------- | -------------- |
| 川湯     | 39.1ha | 北海道川上郡弟子屈町 | 748,000        |
| 和琴     | 51.2ha | 北海道川上郡弟子屈町 | 567,000        |
| 阿寒湖畔 | 81.0ha | 北海道釧路市         | 932,000        |

| 設施名                 | 設置者       | 所在地                                                         | 利用人數（人） |
| ---------------------- | ------------ | -------------------------------------------------------------- | -------------- |
| 阿寒湖畔生態博物館中心 | 環境省       | 北海道釧路市阿寒町阿寒湖溫泉1-1-1                              | 55,163         |
| 阿寒湖毬藻展示觀察中心 | 北海道釧路市 | 北海道釧路市阿寒町阿寒湖畔国有林根釧西部森林管理署2148イ林小班 | -              |
| 川湯生態博物館中心     | 環境省       | 北海道川上郡弟子屈町川湯温泉2-2-6                              | 14,754         |
| 和琴Field House        | 環境省       | 北海道川上郡弟子屈町字屈斜路和琴                               | 9,492          |

## 特色
- 阿寒湖、屈斜路湖、摩周湖為最主要的湖泊，其中阿寒湖是球藻和紅鱒的棲息地。
- 主要的火山包括雄阿寒岳、雌阿寒岳、阿寒富士、藻琴山（日语：藻琴山）、摩周岳（日语：摩周岳）。雌阿寒岳是活火山，近年來也有活動紀錄。也因為火山的緣故，境內有許多溫泉，包括阿寒湖溫泉、川湯溫泉、和琴溫泉（日语：和琴温泉）、摩周溫泉、雌阿寒溫泉（日语：雌阿寒温泉）。
- 境內森林為針葉闊葉混合林，森林內有包括棕熊等野生動物。

## 外部連結
- （日語）阿寒阿寒摩周國立公園 （页面存档备份，存于）（環境省自然環境局）
- （日語）前田一歩園 （页面存档备份，存于）（致力於阿寒地區的自然環境保護的團體）